# Ansel Bourne
Ansel Bourne (1826–1910) var en person, som blev genstand for en berømt psykologi-sag i 1800-tallet.
17. januar 1887 forlod den 61-årige prædikant Ansel Bourne sit hjem i Rhode Island, tog $ 551 ud af banken, og rejste på besøg til sin nevø i Providence for at diskutere købet af en grund. Om morgenen 14. marts vågnede han med et ryk i en seng i bagrummet i en lille forretning i 345 East Main Street i Norristown i Pennsylvania, uden at ane, hvad han gjorde dér. Hans husvært fortalte Bourne, at han dér havde kaldt sig A.J. Brown, havde lejet forretningen tidligt i februar, drevet den og ellers gået i byens metodistkirke. Men Bourne huskede intet af, hvad han havde foretaget sig, fra han forlod sin nevø to måneder tidligere, 360 km borte. Han begreb ikke, hvorfor han skulle være begyndt med noget, han ikke kendte noget til eller havde nogen interesse for.
Tre år senere lod Bourne sig hypnotisere af professor William James fra Harvard og kaldte sig da Albert John Brown. Han beskrev detaljeret rejsen til Pennsylvania i januar 1887 og åbningen af forretningen. Når det gjaldt livet forud for 17. januar, blev han forvirret, og huskede intet fra tiden efter 13. marts. Når han som Brown blev præsenteret for sin kone, kunne han ikke genkende hende. Professor James klassificerede hændelsen som "en spontan hypnotisk trance af to måneders varighed".
Sagen har sandsynligvis ligget til grund for dele af karakteren Jason Bourne i bogserien The Bourne Identity.